# Grayssas
Grayssas település Franciaországban, Lot-et-Garonne megyében. Lakosainak száma 147 fő (2022. január 1.). Grayssas Gasques, Perville, Clermont-Soubiran és Saint-Urcisse községekkel határos.

## Népesség
A település népességének változása:
| Lakosok száma | 145  | 118  | 108  | 122  | 131  | 131  | 130  | 141  | 141  | 147  |
|               | 1968 | 1982 | 1990 | 2006 | 2013 | 2015 | 2017 | 2019 | 2020 | 2022 |